# Archiv České koruny

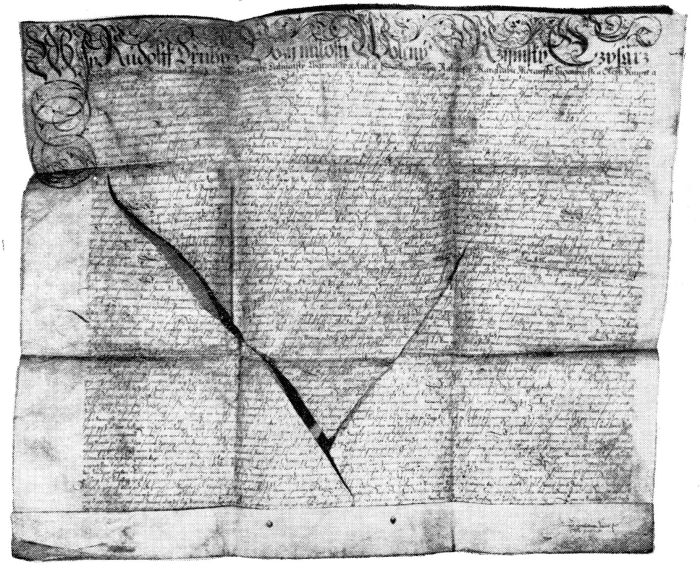
Rudolfův majestát je součástí AČK

Archiv České koruny (latinsky Archivum Coronae regni Bohemiae - Archiv koruny království českého) je historický archivní fond Národního archivu (spadající do jeho prvního oddělení) zahrnující nejdůležitější archiválie dokumentující historii českého státu v období let 1158 až 1935. V roce 1988 prohlášen nařízením vlády národní kulturní památkou.

### Edice listin
- HRUBÝ, Václav. Archivum coronae regni Bohemiae: I/1 Inde ab a. MLXXXVI usque ad a. MCCCV, ed. †Venceslaus Hrubý, Pragae 1935
- HRUBÝ, Václav. Archivum coronae regni Bohemiae: II Inde ab a. MCCCXLVI usque ad a. MCCCLV, ed. Venceslaus Hrubý, Pragae 1928

- KOSS, Rudolf - BAUER, Otakar. Archiv koruny České. 1. Dějiny archivu České koruny. Praha 1939.
- KOSS, Rudolf. Archiv koruny české. 2., Katalog listin z let 1158-1346. V Praze: Nákladem Zemského správního výboru, 1928. 245 s. Český zemský archiv. Katalogy, soupisy, regestáře a rozbory jeho fondů; sv. 1.
- HAAS, Antonín, ed. Archiv Koruny české. 5., Katalog listin z let 1378-1437. V Praze: Zemský národní výbor, 1947. 301-[IV] s. Český zemský archiv; I.
- HAAS, Antonín, ed. Archiv koruny České. 6., Katalog listin z let 1438-1526. Praha: Archivní správa ministerstva vnitra, 1958. 287 s. Inventáře a katalogy; 3.
- HAAS, Antonín, ed. Archiv Koruny české. 7. [díl], Katalog listin z let 1526-1576. Praha: Archivní správa ministerstva vnitra ČSR, 1968. 158 s. Inventáře a katalogy archivní správy min. vnitra v Praze; sv. 4.